# Рондарев, Артём Владиславович
Артём Владиславович Ро́ндарев (род. 31 мая 1968, Москва) — советский и российский музыкальный журналист.

## Биография
Учился в Московском инженерно-строительном институте, не окончил. Работал в музее А. С. Пушкина, в газете «Московский комсомолец». С 2013 года стажёр-исследователь Центра фундаментальных исследований Лаборатории исследований культуры НИУ ВШЭ, учебный мастер отделения культурологии факультета гуманитарных наук Высшей школы экономики. Автор цикла лекций о текстах песен современных русскоязычных групп. Автор программы «Современная музыка» Школы культурологии НИУ ВШЭ.
Публиковался в журналах «Логос», «Эксперт», «Знамя», «Слон», «Сноб», сотрудничал с изданием Спутник и Погром и «Независимой газетой».

### Исследования панк-культуры
Является исследователем панк-культуры и активным пропагандистом панка. Как отмечает Кирилл Кобрин, Рондарев в своих лекциях утверждает, что "главное панковское явление, которое возникло в постсоветском контексте, — это группа «Ленинград».

### Исследования в области хип-хопа
По собственному утверждению, в хип-хопе понимает почти всё и «знает про субкультуры больше, чем вы прочитаете за всю свою жизнь». Как критик больше всего ценит русский хип-хоп в его экстремальной версии за музыкальность и некоммерческий статус.

## Публикации и научные труды, библиография

### Статьи
- Рондарев А. Другая философия музыки // Логос. 2016. Т. 26. № 4.
- Рондарев А. Страх повторения. Философские, метафизические и методологические воззрения Владимира Мартынова // Логос. 2016. Т. 26. № 4.
- Рондарев А. Растворение в повседневности // Логос. 2015. № 2 (104).

### Переводы
- Урбан Майкл Блюз покоряет Россию // Логос. 2016. Т. 26. № 3.
- Уолд Элайджа Как The Beatles уничтожили рок-н-ролл. Альтернативная история популярной музыки. М.: Дело, 2018.
- Бондс Марк Эван Абсолютная музыка. История идеи. М.: Дело, 2019.
- Эндрю Гант Пять прямых линий: Полная история музыки. М.: КоЛибри, 2024.

### Интервью
- Кричли Саймон Хорошая музыка — это хорошо, а плохая — плохо // Логос. 2017. Т. 27. № 5.

### Книги
- «440 герц. Разговоры о русской музыке». Лимбус-Пресс, 2018 г. ISBN 978-5-904744-24-3.
- «Эпоха распада. Грандиозная история музыки в XX веке».  Рипол-Классик, 2020 г. ISBN 978-5-386-13755-7